# Live från Rondo
Live från Rondo utkom den 14 februari 2003 i Sverige och är ett dubbelalbum av supertrion Kikki, Bettan & Lotta. CD 1 är en liveskiva, där inspelningen av gjordes från Rondo i Göteborg i Sverige den 11 december 2002 och är producerad av Patrik Ehlersson och Leif Ottebrand. CD 2 innehåller studoinspelningar. Albumet, som blev populärt hos både press och publik, nådde som bäst 15:e plats på den svenska albumlistan.

## Låtlista

### CD 1 (Live från Rondo)
1. God afton
2. Intåg
3. Åh vad jag älskade dig just då - Lotta
4. Papaya Coconut - Kikki
5. Danse mot vår - Bettan
6. Countrymedley
  1. 9 to 5 - Kikki
  2. Man, I feel Like a Woman - Bettan
  3. Take Me Home Country Road - Lotta
  4. One Dance, One Rose, One Kiss - Bettan & Lotta
  5. Stand by Your Man - Kikki
7. Så länge skutan kan gå - Bettan
8. Feels Like Home
9. Juliette & Jonathan - Lotta
10. Killarna i mitt band
11. Amazing Grace - Kikki
12. Hit-parad
  1. Dag efter dag - Bettan & Kikki (som deras band "Chips")
  2. Kär och galen - Lotta
  3. Miss Decibel - Kikki
  4. Då lyser en sol - Bettan
  5. Having a Party
  6. 100%
  7. Dag efter dag
13. Vem é dé du vill ha
14. Schlager-medley
  1. Fyra Bugg & en Coca Cola - Lotta
  2. Bra vibrationer - Kikki
  3. La det swinge - Bettan
15. Sångerna som för oss tätt tillsammans

### CD 2 (bonus-CD)
1. Fri - Kikki
2. Danse mot vår - Bettan
3. Håll om mig nu - Lotta
4. Han pendlar varje dag (Morning Train) - Bettan
5. Rör vid mig - Kikki
6. Tennesse Waltz - Lotta
7. En enda morgon (Angel of the Morning) - Bettan
8. Easy Come, Easy Go - Kikki
9. Sången han sjöng var min egen - Lotta
10. Så skimrande var aldrig havet - Bettan
11. Nära dig - Kikki
12. Brevet från Maria på Öland - Lotta
13. Lämna mig inte - Kikki
14. Lipstick on Your Collar - Bettan
15. Jag har börjat leva nu - Kikki
16. Having a Party - Chips

### Medverkande musiker
- Leif Ottebrand - Kapellmästare och keyboards och arrangemang
- Henrik Gad - Saxofon
- Håkan Glänte - Keyboard och kör
- Peter Johansson - Trombon
- Mats Johansson - Gitarr
- Per Strandberg - Bas och kör
- Miko Rezler - Trummor

## Listplaceringar
| Lista (2003) | Topplacering |
| ------------ | ------------ |
| Sverige      | 15           |